# Lumpur
Lumpur is een bestuurslaag in het regentschap Gresik van de provincie Oost-Java, Indonesië. Lumpur telt 6314 inwoners (volkstelling 2010).